# Lauritz Andersen
Lauritz Andersen (1887. augusztus 16. – ?) dán nemzetközi labdarúgó-játékvezető.

## Pályafutása

### Nemzetközi játékvezetés
A Dán labdarúgó-szövetség Játékvezető Bizottsága (JB) 1921-ben terjesztette fel nemzetközi játékvezetőnek, a Nemzetközi Labdarúgó-szövetség (FIFA) bíróinak keretébe. Több nemzetek közötti válogatott és klubmérkőzést vezetett, vagy működő társának segített partbíróként. 
Az aktív nemzetközi játékvezetéstől 1931-ben búcsúzott. Válogatott mérkőzéseinek száma: 18.

#### Északi Kupa
Nordic Championships/Északi Kupa labdarúgó tornát Dánia kezdeményezésére az első világháború után, 1919-től a válogatott rendszeres játékhoz jutásának elősegítésére rendezték a Norvégia, Dánia, Svédország részvételével. 1929-től a Finnország is csatlakozott a résztvevőkhöz. 1983-ban befejeződött a sportverseny.
| Időpont              | Helyszín                 | Mérkőzés típusa | Mérkőzés            | Eredmény | Nézők száma |
| -------------------- | ------------------------ | --------------- | ------------------- | -------- | ----------- |
| 1925. augusztus 23.  | Gressbanen Stadion, Oslo | körmérkőzés     | Norvégia–Svédország | 3 : 7    | 15 000      |
| 1929. szeptember 29. | Ullevaal Stadion, Oslo   | körmérkőzés     | Norvégia–Svédország | 2 : 1    | 25 000      |

## Magyar vonatkozás
| Időpont              | Helyszín                     | Mérkőzés típusa          | Mérkőzés                 | Eredmény | Nézők száma |
| -------------------- | ---------------------------- | ------------------------ | ------------------------ | -------- | ----------- |
| 1930. szeptember 28. | Heinz Steyer Stadion, Drezda | 144. válogatott mérkőzés | Németország–Magyarország | 5 : 3    | 42 000      |

## Külső hivatkozások
- Lauritz Andersen. World Referee. [2012. október 9-i dátummal az eredetiből archiválva]. (Hozzáférés: 2012. június 12.)
- Lauritz Andersen. footballdatabase.eu. (Hozzáférés: 2012. június 12.)
- Lauritz Andersen. eu-football.info. (Hozzáférés: 2012. június 12.)